# No Surrender (2022)
No Surrender (2022) – gala wrestlingu zorganizowana przez amerykańską federację Impact Wrestling, która była transmitowana na żywo za pomocą platformy Impact Plus. Odbyła się 19 lutego 2022 w Alario Center w Westwego. Była to czternasta gala z cyklu No Surrender.

## Rywalizacje
No Surrender oferowało walki wrestlingu z udziałem różnych zawodników na podstawie przygotowanych wcześniej scenariuszy i rywalizacji, które są realizowane podczas cotygodniowych odcinków programu Impact!. Wrestlerzy odgrywają role pozytywnych (face) lub negatywnych bohaterów (heel), którzy rywalizują pomiędzy sobą w seriach walk mających budować napięcie.

### Pojedynek o Impact World Championship
Na gali Hard to Kill (8 stycznia 2022) Moose obronił Impact World Championship po przypięciu Matta Cardony w Three Way matchu. Trzecim uczestnikiem spotkania był W. Morrissey, który w czasie walki niemal pokonał mistrza świata, ale nieprzytomny sędzia nie mógł ogłosić tego wyniku. W odcinku Impactu! z 13 stycznia zawodnik domagał się przyznania mu meczu rewanżowego o tytuł mistrzowski, ale Moose nie wyraził na to zgody i przyznał tę szansę Zicky’emu Dice’owi. Posiadacz Impact World Championship zwyciężył rywala, po czym został zaatakowany przez W. Morrisseya. W następnym odcinku Morrissey pokonał The Learning Tree (VSK i Zicky Dice) w Handicap matchu. Chwilę później wiceprezes federacji, Scott D’Amore, zapowiedział jego spotkanie z Moosem na No Surrender. 27 stycznia pretendent odniósł zwycięstwo nad dziewięcioma przedstawicielami The Learning Tree, po czym skonfrontował się z liderem grupy – Brianem Myersem i stał się celem ataku ze strony mistrza świata.

### Pojedynek o Impact Knockouts World Championship
Na Hard to Kill Tasha Steelz zdobyła miano pretendentki do walki o Impact Knockouts World Championship po zwycięstwie nad Chelsea Green, Rosemary, Jordynne Grace, Alishą i Lady Frost w pierwszym kobiecym Ultimate X matchu. Tego samego wieczoru Mickie James obroniła tytuł mistrzowski w pojedynku z Deonną Purrazzo. W odcinku Impact! z 27 stycznia ogłoszono oficjalnie ich spotkanie na No Surrender.

### Team Impact vs. Honor No More
Byli zawodnicy Ring of Honor (ROH) Matt Taven, Mike Bennett, Maria Kanellis-Bennett, Vincent i PCO wtargnęli na galę Hard to Kill i zaatakowali Richa Swanna, Rhino, Williego Macka, Eddiego Edwardsa i Heatha. W odcinku Impactu! z 13 stycznia nieproszeni goście zaatakowali komentatora federacji – D’Lo Browna. Tego samego wieczoru Maria Kanellis skonfrontowała się z Deonną Purrazzo, która wcześniej pokonała Rok-C w Title vs. Title matchu i odebrała jej ROH Women’s World Championship. Sojusznik Purrazzo, Matthew Rehwoldt, interweniował w jej obronie, lecz został pokonany przez popleczników Kanellis. Tydzień później byli zawodnicy Ring of Honor, niemile widziani przez władze Impact Wrestling, zakupili bilety, aby obserwować obronę tytułu ROH World Championship przez Jonathana Greshama w pojedynku ze Steve’em Maclinem. Jednakże kilkadziesiąt minut później antagoniści zaatakowali Josha Alexandra i Charliego Haasa po ich starciu w walce wieczoru. W obronie napadniętych wrestlerów stanęli Chris Sabin, Rich Swann, Willie Mack, Rhino, Heath i Eddie Edwards. Maria Kannellis przekazała przedstawicielom Impact Wrestling, że jej grupa wierzyła w honor i działała zgodnie z zasadami, lecz teraz wszystko się zmieniło. Jednocześnie zakomunikowała, że jej drużyna nosi nazwę Honor No More. 27 stycznia Scott D’Amore włączył do karty No Surrender 10-Man Tag Team match, w którym Team Impact zmierzy się z Honor No More. Wiceprezes Impact Wrestling zakomunikował drużynie Kanellis, że jeśli wygrają potyczką, będą mogli pozostać w federacji, w innym wypadku będą musieli ją opuścić. 3 lutego Kenny King dołączył do Honor No More, natomiast tydzień później Josh Alexander został odsunięty od pojedynku w związku z konfliktem ze Scottem D’Amore, a na jego miejsce zespół powołał Steve’a Maclina.

### Rywalizacja The Good Brothers i Violent By Design z Bullet Club
W odcinku Impactu! z 27 stycznia Jake Something pokonał członka Bullet Clubu, Chrisa Beya. Po walce zwycięzca został zaatakowany przez debiutujących w Impact Wrestling Guerrillas of Destiny (Tama Tonga i Tanga Loa), partnerów drużynowych Beya. Mike Bailey przybył z pomocą Somethingowi, lecz powracający po kilkumiesięcznej nieobecności lider Bullet Clubu, Jay White, powstrzymał jego zamiary. Jednocześnie Guerrillas of Destiny zakomunikowali, że ich celem jest zdobycie tytułów Impact World Tag Team Championship, należących do The Good Brothers (Doc Gallows i Karl Anderson). Gallows i Anderson byli dawnymi członkami Bullet Clubu. Tydzień później Bullet Club pokonali Jake’a Somethinga, Mike’a Baileya, Ace’a Austina i Madmana Fultona w Eight Man Tag Team matchu, po czym stali się celem ataku ze strony The Good Brothers i ich sojuszników Violent By Design (Eric Young, Joe Doering i Deaner). Tego samego dnia Impact Wrestling dodał dwie walki do karty No Surrender. The Good Brothers zostali skonfrontowani z Guerrillas of Destiny w obronie pasów mistrzowskich, natomiast przywódca VBD, Eric Young, otrzymał pojedynek z Jayem White’em.

### Jonah vs. Black Taurus
3 lutego Jonah pokonał członka Decay, Crazzy’ego Steve’a. Po meczu zwycięzca próbował dalej atakować przeciwnika, lecz towarzysz zespołowy Steve’a, Black Taurus, powstrzymał te działania.

### Pojedynek o Impact Digital Media Championship
3 lutego Matt Cardona pokonał Jordynne Grace, zostając nowym posiadaczem tytułu Impact Digital Media Championship. W czasie pojedynku przeszedł przemianę w czarny charakter, gdy do odniesienia zwycięstwa posunął się do uderzenia rywalki metalowym krzesłem. Tydzień później wyjaśnił tę zmianę tym, iż federacja oszukała go w związku z walką o mistrzostwo świata na Hard to Kill (nie został mu przyznany pojedynek rewanżowy), wobec czego postanowił zmienić nastawienie.

### Otwarte wyzwanie Deonny Purrazzo
Deonna Purrazzo zdobyła tytuł mistrzowski AAA Reina de Reinas Championship po zwycięstwie 14 sierpnia 2021 nad Faby Apache podczas gali Triplemanía XXIX, poza tym 13 stycznia 2022 zwyciężyła Rok-C w odcinku programu Impact!, zostając nową posiadaczką tytułu ROH Women’s World Championship. Purrazzo ogłosiła otwarte wyzwanie dla jakiejkolwiek zawodniczki, która miała zmierzyć się z nią o wybrany przez siebie pas mistrzowski. 10 lutego na wyzwanie odpowiedziała Santana Garrett, ale nie odniosła sukcesu. Podwójna mistrzyni ponowiła swoją propozycję, tym razem wyznaczając walkę na No Surrender.

### Inne pojedynki
17 lutego Impact Wrestling ogłosił trzy inne pojedynki. W głównej karcie znalazło się spotkanie między Chrisem Beyem, Ace’em Austinem, Jakiem Somethingiem i Mikiem Baileyem, którego stawką zostało miano pretendenta do walki o Impact X Division Championship. Natomiast we wstępie do No Surrender, nazwanym Countdown to No Surrender, gdzie zaplanowano starcia Tenille Dashwood z Havok oraz Treya Miguela z Johnem Skylerem.

## Karta walk
Zestawienie zostało oparte na źródłach:
| Nr | Walki* | Stypulacje                                                                        | Czas  |
| --- | --- | --------------------------------------------------------------------------------- | ----- |
| 1P | Trey Miguel pokonał Johna Skylera | Singles match                                                                     | 5:59  |
| 2P | Havok (z Rosemary) pokonała Tenille Dashwood (z Madison Rayne i Kalebem with a K)                                                                     | Singles match                                                                     | 4:37  |
| 3 | Jake Something pokonał Chrisa Beya, Ace’a Austina i Mike’a Baileya                                                                                    | Four-Way match o miano pretendenta do Impact X Division Championship              | 7:19  |
| 4 | Jonah pokonał Black Taurusa (z Crazzym Steve’em) | Singles match                                                                     | 8:08  |
| 5 | Jay White pokonał Erica Younga | Singles match                                                                     | 12:12 |
| 6 | Deonna Purrazzo (c) pokonała Mirandę Alize | Singles match o ROH Women’s World Championship                                    | 7:26  |
| 7 | Matt Cardona (c) pokonał Jordynne Grace | Intergender match o Impact Digital Media Championship                             | 7:58  |
| 8 | The Good Brothers (Doc Gallows i Karl Anderson) (c) pokonali Guerrillas of Destiny (Tama Tonga i Tanga Loa)                                           | Tag Team match o Impact World Tag Team Championship                               | 12:19 |
| 9 | Mickie James (c) pokonała Tashę Steelz | Singles match o Impact Knockouts World Championship                               | 10:28 |
| 10 | Moose (c) pokonał W. Morrisseya | Singles match o Impact World Championship                                         | 12:21 |
| 11 | Honor No More (Matt Taven, Mike Bennett, Kenny King, Vincent i PCO) pokonali Team Impact (Rich Swann, Rhino, Steve Maclin, Willie Mack i Chris Sabin) | 10-man Tag Team match Jeśli Honor No More wygrają, pozostaną w Impact Wrestlling. | 23:17 |
| (c) – mistrz/mistrzyni przed walkąP – walka będzie miała miejsce w pre-show*Karta może jeszcze ulec zmianie | |                                                                                   |       |